# Saint-Pierre-de-Méaroz
Saint-Pierre-de-Méaroz è un comune francese di 137 abitanti situato nel dipartimento dell'Isère della regione dell'Alvernia-Rodano-Alpi.

## Società

### Evoluzione demografica
Abitanti censiti